# Yannik Meyer
Yannik Meyer (* 7. Februar 1991 in Buchholz in der Nordheide) ist ein deutscher Film- und Theaterschauspieler.

## Leben
Meyer absolvierte von 2011 bis 2014 eine Schauspielausbildung an der Schule für Schauspiel Hamburg. Danach folgten verschiedene Kurzfilme. Im Jahr 2015 war Meyer in der Hauptrolle Norman Kowald bei Sturm der Liebe zu sehen. Von 2018 bis 2022 war er in der Rolle des Conor Weigel in der RTL-Seifenoper Unter uns zu sehen.

## Filmografie
- 2013: Der Keller (Kurzfilm)
- 2013: Ourano (Kurzfilm)
- 2015: Sturm der Liebe (Fernsehserie)
- 2017: Lukas taucht (Kurzfilm)
- 2018: Karacholand (Fernsehserie)
- 2018–2022: Unter uns (Fernsehserie)
- 2024–2025: Bettys Diagnose (Fernsehserie)

## Theater
- 2013: Theater N.N.; Das Duell, Von Koren; Regie: Wladimir Tarasjanz
- 2014: HfMT Hamburg; Electric Sheep, Cleaner; Regie: Aileen Schneider
- seit 2014: Altonaer Theater; Backbeat, Pete Best; Regie: Franz-Joseph Dieken
- 2015: Kampnagel / HfMT Hamburg; Idomeneus, Erzähler; Regie: Cora Sachs